# Go Nagai
Go Nagai (永井 豪, Nagai Gō, nome verdadeiro: Kiyoshi Nagai, 永井潔 Nagai Kiyoshi) (Wajima, 6 de setembro  de 1945) é um mangaká japonês e um prolífico autor de ficção científica, fantasia, horror e erotismo.
Iniciou sua carreira como profissional em 1967, com o mangá Meakashi Polikichi, sendo mais conhecido pela criação de obras seminais como Kekko Kamen, Harenchi Gakuen (popularizando o gênero Ecchi), Cutie Honey (influenciando o gênero Mahou Shoujo -garotas mágicas-), Devilman e Violence Jack (influenciando futuras obras adultas como Berserk, Neon Genesis Evangelion, etc), Getter Robo e Mazinger Z (influenciando o gênero Mecha -robôs gigantes-) a partir da década de 1970, sendo conhecido como um autor adepto ao politicamento incorreto, quebra de tabus e questionamentos políticos/sociais.

## Vida
Nascido em 6 Setembro de 1945 na Prefeitura de Ishikawa, na cidade de Wajima. Filho de Yoshio e Fujiko Nagai (永井芳雄・冨士子), e o quarto de cinco irmãos. Sua família tinha acabado de voltar de Xangai. Quando ainda pequeno, após a morte de seu pai, se mudou com sua mãe e irmãos para a Tóquio. Ainda criança foi influênciado pelas artes de Gustave Doré (através de uma edição da Divina Comédia de Dante Alighieri) e Osamu Tezuka (seu irmão Yasutaka tinha uma edição de Lost World).
Após se gradar no Colégio Itabashi em Tóquio, Nagai entrou para o mundo dos quadrinhos. Passando um ano como Ronin (estudante que se forma do Ensino Médio masque ainda não entrou na faculdade). A saúde de Nagai não era das melhores na época, ele sofreu durante 3 semanas de um grave caso de diarréia. Ciente do seu estado de saúde, ele quis deixar evidências de que viveu, e para isso foi fazer algo que ele sempre quis desde criança: Trabalhar em mangás. Ele se determinou a criar um mangá dentro do tempo que ele pensava ser seus últimos meses de vida.
Após a decisão, Nagai foi ao hospital, onde foi diagnosticado com Colite, mas logo depois curado. Esse foi o divisor de águas na vida do jovem. Ele tinha se convencido de que trabalharia com mangás e parou de frequentar a escola e após 3 meses, passou a viver como Ronin.
Com a ajuda do irmão, ele fez os seus primeiros esboços. Apesar de sua mãe ser contrária à decisão, ele levou seus trabalhos. Rezam as lendas, que quando Nagai ia até uma editora, a mãe dele convencia os editores que rejeitassem os esboços dele, mas então a Shogakukan (a casa de revistas como a Shounen Sunday e a Big Comic) entrou em contato com Shotaro Ishinomori (conhecido por ser o pai de "Kamen Rider", "Cyborg 009", "Jinzou Ningen Kikaider" e "Ryu no Michi") para avaliá-lo. E em 1965, graças aos esboços feitos com a ajuda do irmão, ele foi recebido por Ishinomori, que o recebeu como seu discípulo e o ensinou tudo o que sabe (vale lembrar que Ishinomori passou pela mesma coisa, quando foi aluno de Osamu Tezuka) e dois anos depois, começou enfim sua carreira como Mangaká profissional.
No começo, Nagai fez um one-shot chamado Meakashi Polikichi, que foi publicado em 1967 na revista Bokura, da Kodansha. Nesta época, a Shueisha planejava fazer uma nova antologia de mangás (Shounen Jump, no caso), e notou o trabalho de Nagai no oneshot publicado, e então, um ano depois, na primeira edição da Jump, ao lado de alguns novatos e veteranos, Nagai decolava com o que seria a sua primeira série, e também um de seus maiores sucessos (Além de ser um dos mangás mais polêmicos da história), o Famoso "Harenchi Gakuen", que abalou as páginas da Jump na época!
Go Nagai conta que certa vez se encontrou com um médium inglês, que lhe disse que sua reencarnação havia sido um padre que viveu no século XIII na Áustria. Por não suportar as atrocidades cometidas na época, incluindo a caça às bruxas, ele se enforcou em uma árvore. Go Nagai sugere que isso tenha influenciado a sua obra.
Em comemoração aos seus 45 anos de carreira como mangaká, suas obras Mazinger Z, Devilman e Cutie Honey ganharam novas adaptações animadas, Mazinger Z infinity para os cinemas, Devilman Crybaby para streaming na Netflix e Cutie Honey Universe para a televisão aberta.

## Primeiros Trabalhos
Depois de trabalhar como assistente de Shotaro Ishinomori, seu primeiro trabalho profissional de mangá foi Meakashi Polikichi (目明しポリ吉 também 目明かしポリ吉), uma comédia na forma de one-shot, publicada em novembro de 1967 na revista Bokura pela Kodansha.  Quase ao mesmo tempo, isso foi seguido pela adaptação para mangá do anime de TV Chibikko Kaiju Yadamon de Tomio Sagisu (ちびっこ怪獣ヤダモン, "Little Monster Yadamon"), também publicado em 1967 na mesma revista.  Um equívoco comum é que Kuro no Shishi ("Leão Negro") é dito como seu primeiro trabalho de mangá; embora não seja totalmente falso, o que Nagai realmente fez dois anos antes de Meakashi Polikichi, foi apenas um rascunho para o que mais tarde seria Kuro no Shishi, que não seria realmente publicado até 1978.
Seus primeiros trabalhos consistiram inteiramente em mangás de comédia de curta-duração. Isso mudaria com Harenchi Gakuen.

## Primeiros Sucessos e Controvérsias
Em menos de um ano após sua estreia, ele obteve um grande sucesso. De um artista de mangá desconhecido, ele se tornou um protagonista de debates televisivos e investigações jornalísticas. 
Em 1968, enquanto a Shueisha estava se preparando para lançar sua primeira publicação de mangá, Shōnen Jump, a fim de competir com outras revistas de empresas rivais (como Shōnen Magazine da Kodansha e Shōnen Sunday da Shogakukan), Nagai foi convidado para ser um dos primeiros artistas de mangá a publicar na nova revista. Ele pensou nisso, já que teve que projetar uma série de longa duração em vez dos contos autoconclusivos que vinha desenvolvendo até então. Ele aceitou e a série se tornou um grande sucesso, sendo a primeira de Nagai e fazendo a Shōnen Jump vender mais de um milhão de cópias. Com Harenchi Gakuen, Nagai foi o primeiro a introduzir o erotismo no mangá moderno e se tornou o criador do mangá erótico, abriu as portas para uma nova era no mangá e também se tornou o símbolo de toda uma geração.  Este trabalho influenciou radicalmente a sociedade japonesa, mudando completamente as percepções comuns dos mangás. 
Até Harenchi Gakuen, os mangás japoneses eram relativamente tímidos, mas as coisas logo mudaram.  O mangá se tornou tão popular que vários filmes live-action e séries de TV baseados no mangá foram desenvolvidos. Harenchi Gakuen é considerado como provavelmente o trabalho que teve mais influência no mundo dos mangás no final da década de 1960, levando a recém-nascida revista Shōnen Jump a vender milhões de cópias por semana. 
Um mangá escandaloso em seu tempo, é uma série muito inocente para os padrões de hoje.  Na época de sua publicação original, no entanto, recebeu severas críticas por parte de algumas partes da sociedade japonesa. Harenchi Gakuen foi criticado como vulgar porque introduziu erotismo explícito às crianças. Alunos e professores do sexo masculino foram retratados como preocupados em vislumbrar calcinhas ou corpos nus de meninas. Muitos pais, associações de mulheres protestaram. 
Em particular, os protestos da Associação de Pais e Professores contra Harenchi Gakuen foram notórios. Nagai foi bombardeado com pedidos de entrevistas de jornais, revistas e TV. Sempre que ele voava para fora de Tóquio, câmeras de TV o esperavam. Ele foi tachado de "incômodo" e até de "inimigo da sociedade". Ele, no entanto, tinha uma noção clara das coisas que poderia ou não fazer com o mangá. 
A princípio, Nagai não achava que a oposição fosse contra ele, já que estava ciente dos padrões que se aplicavam com filmes e coisas semelhantes para um público abaixo de 18 anos. Naquela época, ele nunca desenhou cenas de sexo, evitou fotos de genitais e fez nudes fofos em vez de sexy, embora o mangá mostrasse regularmente genitais masculinos durante toda a sua execução, incluindo uma cena de castração. Seus fãs o apoiaram durante os protestos da Associação de Pais e Professores. Enviaram-lhe cartas onde expressavam como estavam cientes de que os adultos que os reprimiam estavam lendo coisas mais grosseiras do que o que Nagai estava produzindo. 
Os protestos não foram apenas contra o mangá, mas também contra a série de TV. A Associação de Pais e Professores conseguiu impedir a distribuição da revista em algumas partes do Japão.  Como resultado dos protestos, quando a série estava prestes a ser cancelada por causa do Associação, Nagai mudou o tema em Harenchi Gakuen para um assunto mais maduro e sério, de piadas absurdas com toques sensuais, para uma guerra em grande escala onde o assassinato era retratado de forma sangrenta pela qual muitos o conhecem. Isso levou ao famoso final de Harenchi Gakuen, símbolo da liberdade e da rejeição da hipocrisia, onde todos os alunos e professores, enquanto defendem sua liberdade de expressão, são mortos pela Associação e outras forças parentais. Esta foi a resposta irônica que Nagai deu a eles. (No final, este não foi o final real de Harenchi Gakuen, já que o título voltaria a ser publicado por vários anos.) 
Foi também nessa época que ele criou Gakuen Taikutsu Otoko (ガクエン退屈男), também conhecido como Guerrilla High, outro mangá com tema escolar, mas desta vez a guerra entre jovens e adultos foi o tema principal. Pouco antes, em 1969, Abashiri Ikka (あばしり一家) foi criado. Ambos os títulos são resultado direto dos protestos da APP, sendo ambos uma forma de paródia do que aconteceu. Abashiri Ikka tornou-se um grande sucesso, e junto com Harenchi Gakuen, a série mais popular do período juvenil de Nagai. 

## Dynamic Productions
Graças ao sucesso de Harenchi Gakuen, a Dynamic Productions (ダイナミックプロダクション, também conhecida como Dynamic Production ou Dynamic Pro, ダイナミックプロ), foi fundada por Go Nagai com seus irmãos em abril de 1969.  Destinado a ser um grupo para ajudá-lo com seus trabalhos, como consequência Harenchi Gakuen, onde ele quase não obtiveram royalties da série de TV, filmes, ou mercadorias relacionadas, Dynamic Productions tornou-se uma empresa estabelecida para gerenciar as relações de Nagai e direitos contratuais de seu trabalho. A Dynamic se tornou uma das primeiras empresas a exigir que as editoras assinassem contratos (ainda hoje muitos mangás são criados e publicados apenas com base em acordos verbais).  Começaria como uma yugen kaisha (sociedade limitada) e mudaria para uma kabushiki kaisha (sociedade anônima) em 1970. 
No mesmo ano da fundação da Dynamic Pro, Ken Ishikawa juntou-se à empresa. Ele se tornaria o segundo assistente de Nagai depois de Mitsuru Hiruta, que vinha trabalhando com Nagai desde o início de Harenchi Gakuen.  Ele se tornaria um dos parceiros regulares de Nagai e seu melhor amigo. Ken Ishikawa participou como assistente em Harenchi Gakuen, Abashiri Ikka e Gakuen Taikutsu Otoko, particularmente no último. Em paralelo com essas atividades como assistente, ele coproduz com Go Nagai o que seria de fato sua estreia profissional no mangá, Gakuen Bangaichi (1969-09-08 ~ 1970-09-22), e também seu segundo mangá, Sasurai Gakuto (1970-01 ~ 1970-05). Ele deixou temporariamente a Dynamic Productions em 1970. Isso levou Nagai a acabar com Gakuen Taikutsu Otoko e a história desta série seria deixada inconclusiva.

## Mudanças de Gêneros
Mesmo com as mudanças em Harenchi Gakuen e outras séries, Nagai permaneceu escrevendo principalmente comédias pueris, variando apenas na temática. Com o sucesso de Harenchi Gakuen e Abashiri Ikka, a maioria dos editores esperava esse tipo de história de Nagai. Isso começaria a mudar em 1970, com o one-shot Oni -2889 Nen no Hanran-, que conta uma história de ficção científica ambientada no ano de 2889 sobre uma guerra entre a raça de Onis (que nesta história são tratados como uma classe inferior) e os seres humanos. Depois disso, em 1971, veio o horror Susumu-chan Dai Shock sobre um colapso violento das relações entre pais e filhos. Seguir-se-ia uma série de one-shots de terror, na série chamada Gensou Kyofu e Hanashi (幻想恐怖絵噺), que compreende Africa no Chi (uma história original de Yasutaka Tsutsui), Schalken Gahaku (baseado na famosa história Strange Event in the Life of Schalken, o Pintor, de Joseph Sheridan Le Fanu) e Kuzureru. Um pouco antes disso, Nagai teria a chance de escrever uma série completa de uma história de terror oculto chamada Demon Lord Dante, que por sua vez marcaria o início de sua obra de terror mais famosa, Devilman. Nagai afirmou em seu mangá autobiográfico Gekiman!, que suas aspirações sempre foram escrever histórias de ficção científica mais sérias, e após a descontinuação de Demon Lord Dante, viu Devilman como sua chance de sair da mordaça que os editores tinham de mangá que as editoras tinham dele.

## Estilos e Obras
Em sua série Harenchi Gakuen (ハレンチ学園, Shameless School, 1968–1972, revista Weekly Shōnen Jump) Nagai usou erotismo e violência gráfica extrema em mangás infantis pela primeira vez no Japão, quebrando tabus e se tornando bastante controverso.  Seu uso de violência e humor grosseiro foi amplamente odiado em muitos cantos da sociedade japonesa e tornou-se uma preocupação para muitos PTAs na época. A série terminou dramaticamente quando todos os personagens morreram durante um massacre. Esse tipo de conteúdo seria uma tendência na maioria dos trabalhos posteriores de Nagai e nos de outros diretores, como Yoshiyuki Tomino. Uma série de TV live-action de Harenchi Gakuen seguiu no início da década de 1970, bem como vários outros filmes live-action e uma versão OVA (Heisei Harenchi Gakuen, ou "Escola Sem Vergonha Moderna") em meados da década de 1990.
Em 1970, Go Nagai fundou uma empresa, a Dynamic Productions, para financiar seus empreendimentos de mangá e anime. Os primeiros títulos da Dynamic Productions foram Getter Robo e Abashiri Ikka (あばしり一家, Família Abashiri).
Depois de Harenchi Gakuen Nagai criou a série Mazinger Z (マジンガーZ), mais tarde expandida para Great Mazinger, Grendizer, e - muitos anos mais tarde - Mazinkaiser, onde desenvolveu o conceito de mecha gigante. Mazinger foi o primeiro mangá onde um robô gigante foi pilotado pelo herói, criando assim um dos maiores grampos da indústria. Mazinger é considerado o primeiro anime de sucesso de "Super Robot", e gerou inúmeras imitações.
Simultaneamente a Mazinger, ele criou um de seus mangás mais populares, Debiruman (デビルマン, Devilman), sobre um herói demoníaco lutando contra hordas de demônios. Este mangá foi publicado simultaneamente ao lado de um anime de TV original com o mesmo nome, mas devido à diferença de idade demográfica tornou-se histórias muito diferentes.  Os conceitos foram inicialmente concebidos para a série de TV, que seria dirigida a crianças em idade escolar primária, e foram alterados para o mangá, que seria publicado em uma revista shōnen com leitores adolescentes. Isso permitiu que Nagai incluísse violência, nudez e temas mais sombrios mais próximos do conteúdo de Demon Lord Dante.  Go Nagai considera a série Devilman e Mazinger como o trabalho de sua vida devido à sua enorme popularidade em todo o mundo. Em 1972, Nagai conseguiu a difícil façanha de desenhar e escrever cinco publicações semanais de mangá ao mesmo tempo, um feito só igualado por outros artistas de mangá Shinji Mizushima e George Akiyama. 

## Assistentes
- Ken Ishikawa (Kenichi Ishikawa, Rokuro Gen (Pen name for collaboration works))
- Gosaku Ota
- Shinobu Kaze
- Tatsuya Yasuda (Tatsuo Yasuda, Rokuro Gen)
- Seiji Tanaka
- Ryu Noguchi (Taiyo Noguchi)
- Shigeru Akimoto (Mitsushige Hayata, Rokuro Gen)... Affiliated to Shiranuhi Pro (Division of Dynamic Pro)
- Shuichi Ishiwata (Panchos Ishiwata)
- Masaru Irago (Ryo Irago, Hitomi Fuko)
- Iwasawa Tomo-daka
- Yū Okazaki (Yoshihiro Okada)
- Makoto Ono (Makoto Ono, Makoto Muramatsuri, Makoto Muramatsuri, Entotsu Ono, Makoto Muramatsuri, Makoto Ono)
- Onodera Katsuhiko
- Oyamada Tsutomu
- Haku Rokurou
- Eiichi Satou (Eiichi Saito, Kon Oriharu)... Affiliated to Shiranuhi Pro
- Sakamoto TakeshiHisashi
- Sasaki Kazushi

- Shintaku Yoshimitsu
- Takayuki Sugiyama (Kitaro)
- Takashima Shigeru
- Junichi Takanashi
- Takanashi Teppei
- Kenichi Takigawa (Orichalcum)
- Masahito Tanaka
- Koichi Tamura
- Doronpa (Tadashi Makimura, Rokuro Gen)
- Ninomiya Hirohiko
- Nonaka Minoru
- Hamada Yoshimi (Rokuro Gen)
- Mitsuru Hiruta (Mitsuru Hiruta, Yukio Asai, Yukio Asai, Mitsuru Asahi)
- Star Kazuya
- Koichi Maruyama (Koichi Hagane)
- Mutsu Toshiyuki
- Yamato Kouichi
- Susumu Yoshikawa (Susumu Yoshikawa, Rokuro Gen)

## Obras publicadas
Junto a Osamu Tezuka e Shotaro Ishinomori, Go Nagai é um dos mangakás mais prolíficos da história com dezenas de trabalhos.
| Mangás               |                                                  |                  |                                              |                                                                               |
| Ano(s) de publicação | Título                                           | Nroº. de volumes | Gênero                                       | Nota                                                                          |
| 1967-1968            | Chibikko Kaiju Yadamon                           | 1                | Comédia, Infantil                            |                                                                               |
| 1968-1972            | Harenchi Gakuen                                  | 13               | Comédia, Ecchi                               |                                                                               |
| 1969-1973            | The Abashiri Family                              | 15               | Comedia, Ação, Ecchi                         |                                                                               |
| 1971                 | Oni: 2889-nen no Hanran                          | 1                | Sobrenatural, Seinen                         |                                                                               |
| 1971                 | Mao Dante                                        | 3                | Terror, Sobrenatural, Sci-Fi                 |                                                                               |
| 1972-1973            | Mazinger Z                                       | 5                | Mecha                                        |                                                                               |
| 1972-1973            | Devilman                                         | 5                | Ação, Terror, Sobrenatural, Fantasia Sombria |                                                                               |
| 1973-1974            | Cutie Honey                                      | 2                | Comedia, Ação, Ecchi, Sci-Fi                 |                                                                               |
| 1973-1974            | Dororon Enma-kun                                 | 3                | Comedia, Ecchi, Sobrenatural                 |                                                                               |
| 1973-1974            | Violence Jack                                    | 7                | Terror, Ação                                 |                                                                               |
| 1974-1976            | Oira Sukeban                                     | 7                | Comedia, Ecchi                               |                                                                               |
| 1974                 | Bakuratsu Kyoushitsu                             | 1                | Comedia, Ação, Ecchi                         |                                                                               |
| 1974-1975            | Great Mazinger                                   | 4                | Mecha, Sci-Fi                                |                                                                               |
| 1974-1975            | Getter Robo                                      | 2                | Mecha                                        | Colaboração com Ken Ishikawa.                                                 |
| 1974-1978            | Kekkou Kamen                                     | 5                | Comedia, Ecchi, Ação                         |                                                                               |
| 1975-1976            | UFO Robo Grendizer                               | 1                | Mecha                                        |                                                                               |
| 1975-1976            | Koutetsu Jeeg                                    | 2                | Mecha                                        | Colaboração com Akira Oze.                                                    |
| 1975                 | Iyahaya Nantomo                                  | 5                | Comedia, Slice of Life, Ecchi                |                                                                               |
| 1975                 | Getter Robo G                                    | 3                | Mecha                                        | Colaboração com Ken Ishikawa.                                                 |
| 1976-1978            | Shuten Doji                                      | 9                | Ação, Demonios, Sobrenatural                 |                                                                               |
| 1977-1978            | Violence Jack II                                 | 7                | Terror, Ação                                 |                                                                               |
| 1978                 | Wakabaka-sama                                    | 2                | Comedia                                      |                                                                               |
| 1978                 | Astekaizer                                       | 1                | Ação, Artes Marcials, Esportes               | Colaboração com Ken Ishikawa.                                                 |
| 1978                 | Space Opera Chugaku                              | 4                | Comedia, Aventura, Ecchi                     |                                                                               |
| 1978-1979            | Black Lion                                       | 4                | Samurai, Aventura, Histórico                 |                                                                               |
| 1979-1981            | Susanoou                                         | 9                | Ação, Sobrenatural, Drama                    |                                                                               |
| 1979-1981            | Shin Devilman                                    | 1                | Ação, Demonios, Terror                       |                                                                               |
| 1979-1982            | Hanappe Bazooka                                  | 10               | Comedia, Ecchi, Fantasía, Romance            |                                                                               |
| 1980-1982            | Maboroshi Panty                                  | 3                | Comedia, Ecchi                               |                                                                               |
| 1981                 | Cinderella Knight                                | 2                | Shojo, Ação                                  |                                                                               |
| 1983                 | Tetsu no Shojo Jun                               | 1                | Comedia, Ecchi                               |                                                                               |
| 1983-1984            | Barabanba                                        | 2                | Comedia, Ecchi, Fantasía                     |                                                                               |
| 1983-1990            | Violence Jack III                                | 31               | Terror, Ação                                 |                                                                               |
| 1984                 | God Mazinger                                     | 4                | Mecha                                        |                                                                               |
| 1987                 | Barabanba 2                                      | 2                | Comedia, Ecchi, Fantasía                     |                                                                               |
| 1988-1989            | Fullmetal Lady                                   | 1                | Ação, Ecchi, Sci-Fi                          |                                                                               |
| 1989-1990            | Juushin Liger                                    | 2                | Ação, Mecha                                  |                                                                               |
| 1990                 | Kamasutra                                        | 4                | Comedia, Histórico, Hentai                   |                                                                               |
| 1990                 | MazinSaga                                        | 3                | Ação, Horror, Sci-Fi                         |                                                                               |
| 1991-1992            | Mist Story                                       | 1                | Misterio, Terror                             |                                                                               |
| 1992-1993            | Cutie Honey '90                                  | 1                | Ação, Ecchi, Sci-Fi                          |                                                                               |
| 1993                 | Violence Jack Mao Korin Hen                      | 1                | Ação, Sobrenatural                           |                                                                               |
| 1994-1995            | The Divine Comedy                                | 3                | Histórico, Misterio, Sobrenatural            | Baseado no clássico de Dante Alighieri.                                       |
| 1995                 | Dokuro no Yakata                                 | 1                | Terror, Sobrenatural                         | Recopilação de histórias curtas de terror publicadas entre 1977 e 1993.       |
| 1996-1999            | Shin Getter Robo                                 | 2                | Mecha                                        | Colaboração com Ken Ishikawa.                                                 |
| 1996-1997            | Lovely Angel                                     | 5                | Comedia, Romance                             |                                                                               |
| 1997-2000            | Devilman Lady                                    | 17               | Ação, Terror, Sci-Fi, Ecchi                  |                                                                               |
| 1998-2000            | Z Mazinger                                       | 5                | Mecha                                        |                                                                               |
| 1999-2004            | Amon: The Darkside of Devilman                   | 6                | Ação, Demonios, Sobrenatural                 | Colaboração com Yuu Kinutani.                                                 |
| 1999-2000            | Neo Devilman                                     | 3                | Ação, Demonios, Sobrenatural                 | Antologia com histórias curtas de vários artistas, incluindo o próprio Nagai. |
| 2000                 | Dororon Enbi-chan                                | 1                | Comedia, Ecchi, Fantasía                     |                                                                               |
| 2001-2003            | Cutie Honey: the Legend of an Angel              | 9                | Ação, Aventura, Ecchi                        |                                                                               |
| 2001                 | Violence Jack: Demons in a War-Torn Land         | 1                | Ação                                         |                                                                               |
| 2001-2002            | Teito Onna Kisha Den - Sharaku                   | 1                | Histórico                                    |                                                                               |
| 2002                 | Super Robot Retsuden                             | 1                | Mecha                                        | Colaboração com Ken Ishikawa.                                                 |
| 2002                 | Getter Robo Āḥ - Arc -                           | 3                | Mecha                                        | Colaboração com Ken Ishikawa.                                                 |
| 2002                 | Salacia                                          | 1                | Ação, Sobrenatural                           |                                                                               |
| 2002-2005            | Goumaden Shuten Doji                             | 7                | Ação, Sobrenatural                           | Colaboração com Masato Natsumoto.                                             |
| 2003                 | Mazinkaiser                                      | 1                | Mecha                                        | Colaboração com Naoto Tsushima.                                               |
| 2002-2003            | Mao Dante                                        | 4                | Terror                                       |                                                                               |
| 2003-2004            | Harenchi Golfer Juubee                           | 1                | Deportes, Comedia, Ecchi                     |                                                                               |
| 2003-2005            | Cutie Honey a Go Go!                             | 1                | Ação, Ecchi                                  | Colaboração com Shinpei Ito.                                                  |
| 2004-2005            | Tenkuu no Inu                                    | 4                | Misterio, Sobrenatural, Ação                 |                                                                               |
| 2004-2005            | Majinou Gallon                                   | 2                | Ação, Sci-Fi                                 |                                                                               |
| 2004-2006            | Mazinger Angels                                  | 4                | Mecha, Ação                                  | Colaboração com Akihiko Nina.                                                 |
| 2005-2008            | Shin Violence Jack                               | 2                | Ação, Terror                                 |                                                                               |
| 2006                 | Demon Prince Enma                                | 1                | Sobrenatural, Terror, Ecchi                  |                                                                               |
| 2005                 | Black Jack Alive                                 | 2                | Drama, Seinen                                | Antologia de varios artistas em homenagem a Osamu Tezuka.                     |
| 2005                 | The Apocalypse of Devilman - Strange Days        | 1                | Demonios, Seinen                             | Colaboração com Yuu Kinutani.                                                 |
| 2007-2009            | Satanikus Enma Kerberos                          | 4                | Ecchi, Terror                                | Colaboração com Eiji Toriyama.                                                |
| 2007-2008            | Harenchi Gakuen - The Company                    | 3                | Comedia, Ecchi                               | Colaboração com Teruto Aruga.                                                 |
| 2007-2008            | Mazinger Angel Z                                 | 2                | Mecha, Ação                                  | Colaboração com Akihiko Nina.                                                 |
| 2007-2008            | Getter Robo Hien: The Earth Suicide              | 3                | Mecha                                        | Colaboração com Ken Ishikawa.                                                 |
| 2008                 | Getter Robo Anthology: Will of Evolution         | 1                | Mecha                                        | Colaboração com varios artistas.                                              |
| 2008                 | Gisho Getter Robot Dash                          | 1                | Mecha                                        | Colaboração com Ken Ishikawa e Hideaki Nishikawa.                             |
| 2009                 | Shin Mazinger: Shougeki! H-hen                   | 1                | Mecha, Comedia, Ecchi                        |                                                                               |
| 2010                 | Devilman vs. Getter Robo                         | 1                | Ação, Sci-Fi                                 |                                                                               |
| 2010                 | Mugen Utamaro                                    | 1                | Histórico, Sobrenatural                      |                                                                               |
| 2010-2012            | Gekiman!                                         | 6                | Autobiográfico, Slice of Life                |                                                                               |
| 2011                 | Demon Lord Dante vs. Getter Robo G               | 1                | Mecha, Ação, Terror                          |                                                                               |
| 2010-2011            | Mazinkaiser SKL Versus                           | 3                | Mecha                                        | Colaboração com Kasumi Hoshi.                                                 |
| 2009-2012            | Shin Mazinger Zero                               | 9                | Mecha, Ação, Aventura                        | Colaboração com Yoshiaki Tabata.                                              |
| 2009-2010            | Mazinger Otome                                   | 1                | Mecha, Comedia, Ecchi                        | Colaboração com Mikio Tachibana.                                              |
| 2010-2011            | Shururun Yukiko Hime-chan feat. Dororon Enma-kun | 1                | Comedia, Ecchi, Sobrenatural                 | Colaboração com Sae Amatsu.                                                   |
| 2011                 | Mazinger Otome Taisen                            | 1                | Mecha, Comedia, Ecchi                        | Colaboração com Mikio Tachibana.                                              |
| 2012-2013            | Devilman G                                       | 5                | Ação, Demonios, Terror                       | Colaboração com Rui Takato.                                                   |
| 2012-2013            | Silene-chan                                      | 1                | Seinen                                       |                                                                               |
| 2012-2014            | Devilman vs. Hades                               | 3                | Acción, Terror, Sobrenatural                 | Colaboração com Team Moon.                                                    |
| 2012                 | Honey VS.                                        | 1                | Comedia, Ação, Ecchi                         | Colaboração com Masaki Segawa                                                 |
| 2012-2014            | Dororo to Enma-kun                               | 2                | Aventura, Ação, Sobrenatural                 |                                                                               |
| 2013                 | Cutie Honey vs. Devilman Lady                    | 1                | Ação, Demonios, Ecchi                        |                                                                               |
| 2013-2014            | Robot Girls Z                                    | 1                | Ação, Comedia, Mecha                         | Colaboração com Roushi Akou.                                                  |
| 2014                 | Devilman Saga                                    | 14               | Ação, Sci-Fi, Demônios                       |                                                                               |
| 2014-2015            | Grendizer Giga                                   | 2                | Mecha                                        |                                                                               |
| 2012-2015            | Shin Mazinger Zero vs Ankoku Daishougun          | 8                | Mecha, Ação, Sci-Fi                          | Colaboração com Yuuki Yugo.                                                   |
| 2021                 | Violence Jack 20xx                               |                  | Ação, Horror, Pós-Apocalipse                 | Colaboração com Yuu Kinutani                                                  |

## Obras Adaptadas em Animação
Suas obras tem sido adaptadas em vários formatos, incluindo televisão, cinema, radionovelas, literatura e videogames.
| Ano(s) | Título                                                      | Tipo de Produção      | Quantidade de Episódios |
| 1972   | Devilman                                                    | Serie de TV animada   |                         |
| 1972   | Mazinger Z                                                  | Serie de TV animada   |                         |
| 1973   | Mazinger Z tai Devilman                                     | Filme de Animação     |                         |
| 1973   | Dororon Enma-kun                                            | Serie de TV animada   |                         |
| 1973   | Cutie Honey                                                 | Serie de TV animada   |                         |
| 1974   | Getter Robo                                                 | Serie de TV animada   |                         |
| 1974   | Mazinger Z tai Ankoku Daishougun                            | Filme de Animação     |                         |
| 1974   | Great Mazinger                                              | Serie de TV animada   |                         |
| 1975   | Great Mazinger tai Getter Robo                              | Filme de Animação     |                         |
| 1975   | Getter Robo G                                               | Serie de TV animada   |                         |
| 1975   | Great Mazinger vs. Getter Robo G: Kuchu Daigekitotsu        | Filme de Animação     |                         |
| 1975   | Uchuu Enban Daisensou                                       | Filme de Animação     |                         |
| 1975   | Koutetsu Jeeg                                               | Serie de TV animada   |                         |
| 1975   | UFO Robot Grendizer                                         | Serie de TV animada   |                         |
| 1976   | UFO Robot Grendizer tai Great Mazinger                      | Filme de Animação     |                         |
| 1976   | Daikyu Maryu Gaiking                                        | Serie de TV animada   |                         |
| 1976   | Groizer X                                                   | Serie de TV animada   |                         |
| 1976   | Grendizer, Getter Robo G, Great Mazinger: Kessen! Daikaijuu | Filme de Animação     |                         |
| 1978   | Majokko Tickle                                              | Serie de TV animada   |                         |
| 1980   | X-Bomber                                                    | Serie de TV tokusatsu |                         |
| 1983   | Psycho Armor Govarian                                       | Serie de TV animada   |                         |
| 1984   | God Mazinger                                                | Serie de TV animada   |                         |
| 1985   | Chounouryoku Shōjo Barabanba                                | OVA                   |                         |
| 1985   | Dream Dimension Hunter Fandora                              | OVA                   |                         |
| 1986   | Violence Jack: Harem Bomber                                 | OVA                   |                         |
| 1987   | Devilman: The Birth                                         | OVA                   |                         |
| 1988   | Violence Jack: Evil Town                                    | OVA                   |                         |
| 1989   | Jushin Liger                                                | Serie de TV animada   |                         |
| 1989   | Shutendoji                                                  | OVA                   |                         |
| 1990   | Devilman: The Demon Bird                                    | OVA                   |                         |
| 1990   | Violence Jack: Hell's Wind Hen                              | OVA                   |                         |
| 1991   | Getter Robo Go                                              | Serie de TV animada   |                         |
| 1991   | CB Chara Nagai Go World                                     | OVA                   |                         |
| 1991   | Abashiri Family                                             | OVA                   |                         |
| 1991   | Kekko Kamen                                                 | OVA                   |                         |
| 1992   | Kyukioku no Sex Adventure Kamasutra                         | OVA                   |                         |
| 1992   | Iron Virgin Jun                                             | OVA                   |                         |
| 1992   | Oira Sukeban                                                | OVA                   |                         |
| 1992   | Hanappe Bazooka                                             | OVA                   |                         |
| 1992   | Black Lion                                                  | OVA                   |                         |
| 1994   | New Cutey Honey                                             | OVA                   |                         |
| 1996   | Heisei Harenchi Gakuen                                      | OVA                   |                         |
| 1996   | Harenchi Koumon Manyuuki                                    | OVA                   |                         |
| 1997   | Cute Honey Flash                                            | Serie de TV animada   |                         |
| 1998   | Cutie Honey Flash: The Final Chapter                        | Filme de Animação     |                         |
| 1998   | Shin Getter Robo: Sekai Saigo no Hi                         | OVA                   |                         |
| 1998   | Devilman Lady                                               | Serie de TV animada   |                         |
| 2000   | Amon: The Apocalypse of Devilman                            | OVA                   |                         |
| 2000   | Shin Getter Robot tai Neo Getter Robot                      | OVA                   |                         |
| 2001   | Mazinkaiser                                                 | OVA                   |                         |
| 2002   | Demon Lord Dante                                            | Serie de TV animada   |                         |
| 2003   | Mazinkaiser: Death! The Great General of Darkness           | OVA                   |                         |
| 2004   | New Getter Robo                                             | OVA                   |                         |
| 2004   | Re: Cutie Honey                                             | OVA                   |                         |
| 2005   | Gaiking Legend of Daiku-Maryu                               | Serie de TV animada   |                         |
| 2006   | Demon Prince Enma                                           | OVA                   |                         |
| 2007   | Koutetsushin Jeeg                                           | Serie de TV animada   |                         |
| 2009   | Shin Mazinger Shougeki! Z Hen                               | Serie de TV animada   | 26                      |
| 2010   | Mazinkaizer SKL                                             | OVA                   | 3                       |
| 2011   | Dororon Enma-kun Meeramera                                  | Serie de TV animada   | 13                      |
| 2014   | Robot Girls Z                                               | Serie de TV animada   |                         |
| 2015   | Cyborg 009 vs. Devilman                                     | OVA                   |                         |
| 2018   | DEVILMAN: Crybaby                                           | OVA                   | 10                      |
| 2018   | Mazinger Z Infinity                                         | Filme de Animação     | 1                       |
| 2018   | Cutie Honey Universe                                        | Série de TV animada   | 12                      |
| 2021   | Getter Robo Arc                                             | Série de TV Animada   |                         |

## Tokusatsu/Live action criados por ou baseados na obra de Go Nagai / Dynamic Pro
- Harenchi Gakuen (ハレンチ学園)(Filme, 1970-05-02)
- Harenchi Gakuen: Shintai Kensa no Maki (ハレンチ学園 身体検査の巻)(Filme, 1970-08-01)
- Harenchi Gakuen: Tackle Kiss no Maki (ハレンチ学園 タックル・キッスの巻)(Filme, 1970-09-12)
- Harenchi Gakuen (ハレンチ学園)(TV series, 1970-10-01)
- Shin Harenchi Gakuen (新ハレンチ学園)(Filme, 1971-01-03)
- Battle Hawk (バトルホーク)(TV series, 1976-10-04)
- Pro-Wres no Hoshi Aztecaser (プロレスの星 アステカイザー)(TV series, 1976-10-07)
- X Bomber (Xボンバー, 超宇宙マシーンエックスボンバー, Super Space Machine X Bomber, Star Fleet)[TV series, 1980-10-04)
- Nagai Go no Kowai Zone: Kaiki (永井豪のこわいゾーン 怪鬼)(Filme, 1989-08-25)
- Nagai Go no Kowai Zone 2: Senki (永井豪のこわいゾーン2 戦鬼)(Filme, 1990-08-24)
- The Ninja Dragon (空想科学任侠伝 極道忍者ドス竜, Kuso Kagaku Ninkyoden: Gokudo Ninja Dosuryu)(Filme, 1990-10-25)
- Kekko Kamen (けっこう仮面)(Filme, 1991-03-22)
- Bishōjo Tantei Maboroshi Panty (美少女探偵 まぼろしパンティ)(Filme, 1991-11-25)
- Kekko Kamen 2: We'll be back... (けっこう仮面2, けっこう仮面2 We’ll be back・・・)(Filme, 1992-03-27)
- Nagai Go no Horror Gekijo: Mannequin (永井豪のホラー劇場 マネキン)(Movie, 1992-04-24)
- Oira Sukeban: Kessen! Pansuto (おいら女蛮 決戦!パンス党)(Filme, 1992-07-24)
- Nagai Go no Horror Gekijo: Kirikagami (永井豪のホラー劇場 霧加神)(Filme, 1992-08-28)
- Kekko Kamen 3 (けっこう仮面3)(Filme, 1993-04-23)
- Jushin Thunder Liger: Fist of Thunder (獣神サンダーライガー 怒りの雷鳴 FIST OF THUNDER)(Filme, 1995-02-21)
- Heisei Harenchi Gakuen (平成ハレンチ学園)(Filme, 1996-02-02)
- Kyuketsu Onsen e Yokoso (吸血温泉にようこそ)(Filme, 1997-04-21)
- Lovely Angel: Homon Soap Degozaimasu (ラブリー・エンジェル 訪問ソープでございます)(Filme, 1997-09-26)
- Lovely Angel 2: Taiketsu! Homon Soap Jo vs Shuccho SM Jo!! (ラブリー・エンジェル2 対決!訪問ソープ嬢vs出張SM嬢!!)(Filme, 1997-11-28)
- Kekko Kamen (けっこう仮面, Mask of Kekkou)(Filme, 2004-02-06)
- Nagai Go World: Maboroshi Panty VS Henchin Pokoider (永井豪ワールド まぼろしパンティVSへんちんポコイダー)(Filme, 2004-05-10)
- Cutie Honey (キューティーハニー)(Movie, 2004-05-29)
- Kekko Kamen: Mangriffon no Gyakushu (けっこう仮面 マングリフォンの逆襲, Kekko Kamen: The MGF Strikes Back!)(Filme, 2004–07-23)
- Devilman (デビルマン)(Filme, 2004-10-09)
- Kekko Kamen Returns (けっこう仮面 RETURNS)(Filme, 2004-10-31)
- Kekko Kamen Surprise!! (けっこう仮面 SURPRISE)(Filme, 2004-10-31)
- Kabuto-O Beetle (兜王ビートル)(Filme, 2005-07-16)
- Oira Sukeban (おいら女蛮)(Filme, 2006-02-04)
- Kekko Kamen Royale (けっこう仮面 ロワイヤル)(Filme, 2007-05-25)
- Kekko Kamen Premium (けっこう仮面 プレミアム)(Filme, 2007-06-22)
- Kekko Kamen Forever (けっこう仮面 フォーエバー)(Filme, 2007-07-27)
- Cutie Honey The Live (キューティーハニー THE LIVE)(TV series, 2007-10-02)
- Abashiri Ikka: The movie (あばしり一家 THE MOVIE)(Filme, 2009-11-21)
- Kekko Kamen Reborn (けっこう仮面 新生(リボーン), also known as Mask The Kekkou Reborn)(Filme, 2012-06-02)
- They Call Me Jeeg (Filme, 2015-17-10)
- Cutie Honey Tears (キューティー・ハニー ティアーズ)(Filme, 2016-10-01)
- Project Dreams - How to Build Mazinger Z's Hangar (前田建設ファンタジー営業部)(Filme, 2020-31-01)
- Lion-Girl (directed by ' 'Kurando Mitsutake ) (Filme, 2023)

Adicionalmente, Nagai aparece como ator nas seguintes produções:
- The Toxic Avenger Part II (1989)
- Nijisseiki Shōnen Dokuhon (1989)
- Kekko Kamen 2: We'll be back... (1992)
- Nagai Go no Horror Gekijo: Mannequin (1992)
- Oira Sukeban: Kessen! Pansuto (1992)
- Mirai no Omoide: Last Christmas (1992)
- Metropolis (anime) (2001) Guest voice
- Kekko Kamen (2004)
- Nagai Go World: Maboroshi Panty VS Henchin Pokoider (2004)
- Cutie Honey (2004)
- Devilman (2004)
- Cutie Honey The Live (2007) episode 26 (DVD-only episode)
- Cutie Honey Tears (2016)

## Jogos criados por ou baseados na obra de Go Nagai / Dynamic Pro[editar código-fonte]
- Ginga no Sannin (銀河の三人) (1987) (Famicom) (Character designer)
- Devilman (デビルマン) (1989) (Famicom)
- Susano Oh Densetsu (凄ノ王伝説) (1989) (PC Engine)
- CB Chara Wars - Ushinawareta Gag (ＣＢキャラウォーズ 失われたギャ～グ) (1992) (Super Famicom)
- Mazin Saga (マジンサーガ) (1993) (Genesis)
- Mazinger Z (マジンガーZ) (1993) (Super Famicom)
- Shien: The Blade Chaser (紫炎～ザ・ブレイドチェイサー) (1994) (Super Famicom) (Character designer)
- Denjin Makai (電神魔傀) (1994) (Arcade & Super Famicom)
- Mazinger Z (マジンガーZ) (1994) (Arcade)
- Cutey Honey FX (キューティーハニーFX) (1995) (PC-FX)
- Getter Robo Daikessen! (ゲッターロボ大決戦!) (1999) (PlayStation)
- Devilman (デビルマ) (2000) (PlayStation)
- Legend of Dynamic Goushouden: Houkai no Rondo (レジェンド オブ ダイナミック 豪翔伝 崩界の輪舞曲) (2003) (Game Boy Advance)
- Mazin Da: Shin Mazinger Shogeki! Z-Hen (2010) (PC)
- Robot Girls Z Online (ロボットガールズＺ Online) (2014) (PC)